# Džemijet
Džemijet (albánsky Xhemijeti, srbsky Џемијет) byla regionální politická strana v dobách existence Království Srbů, Chorvatů a Slovinců se sídlem na území dnešní Severní Makedonie.

## Historie
Strana byla založena dne 17. prosince 1919 ve Skopje. Oslovovala hlavně místní početné muslimské obyvatelstvo, a to nejen v Makedonii, ale např. i Kosovu a Sandžaku. Jejím cílem bylo chránit zájmy muslimů, zejména pak jejich nemalé pozemkové vlastnictví, které měli ještě z dob Osmanské říše. Mezi politické požadavky, které si Džemijet kladl, bylo například duchovní podřízení Islámského společenství v Srbsku a Černé Hoře pod chalífát v Istanbulu, jak tomu bylo v případě Islámského společenství v Bosně a Hercegovině, zřízení autonomního muslimského školství (kde by se vyučovalo v albánštině nebo turečtině), nebo odstranění povinné pravoslavné modlitby a křesťanských svátků (např. sv. Sávy) ve veřejných školách.
Džemijet prosazoval rovněž i restituci pozemků, které zabavil jugoslávský stát muslimům na začátku 20. let v souladu s pozemkovou reformou, a které přidělil křesťanským kolonistům.
Džemijet se účastnil parlamentních voleb v letech 1920 i 1923. V prvních uvedených získal 8 poslanců. Víceméně podporoval tehdejší politickou linii jugoslávského království, na což bělehradská vláda reagovala určitými ústupky. Stát ovšem s nelibostí hleděl na skutečnost, že strana působila jako uzavřená náboženská organizace bez nacionálních aspirací, v jejím čele přitom stáli zejména islámští duchovní albánského a tureckého původu. Sám Džemijet roku 1921 ve spolupráci s Jugoslávskou muslimskou stranou pomohl schválit tzv. Vidovdanskou ústavu. V roce 1925 byl Džemijet zakázán a jeho předseda a prominentní představitel, Ferhat Draga, zatčen.
Stranické noviny nesly název Hak (Spravedlnost).